# Guy Lewis Steele junior

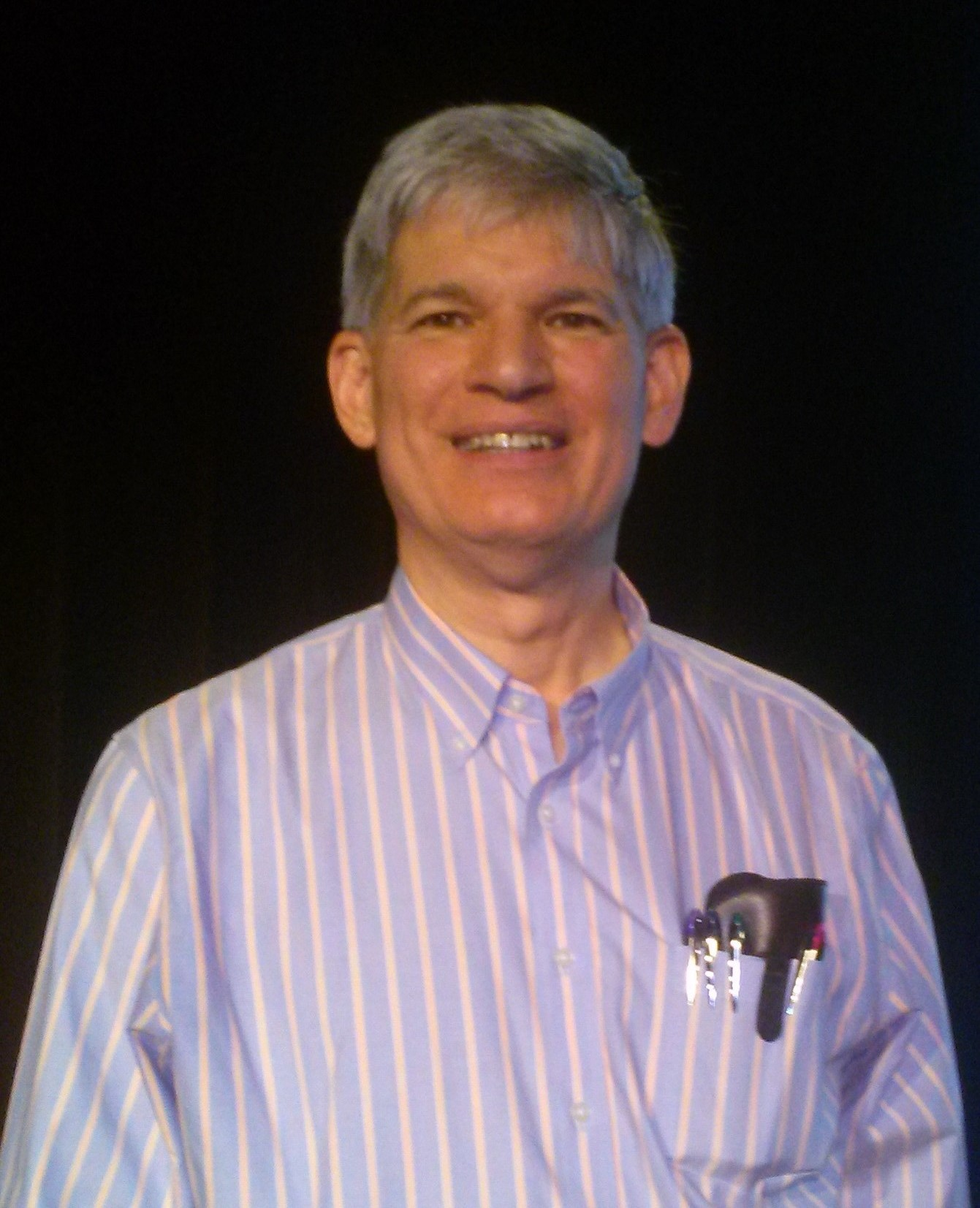
Guy Lewis Steele junior

Guy Lewis Steele Jr. (* 2. Oktober 1954) ist ein US-amerikanischer Informatiker, der an dem Entwurf mehrerer populärer Programmiersprachen beteiligt war.

## Leben
Zusammen mit Gerald Jay Sussman entwarf er in den 1970er Jahren die Programmiersprache Scheme. In den 1980ern war er federführend am Entwurf des Common-Lisp-Standards und in den 1990er Jahren an der Entwicklung der Programmiersprache Java beteiligt. Von 2002 bis zur Einstellung des Projekts im Jahr 2012 arbeitete Steele zudem an der Entwicklung der Programmiersprache Fortress. Er ist unter anderem Mitglied im Standardkomitee der Programmiersprachen C, ECMAScript und Fortran.
Ein weiterer Forschungsbereich von Steele ist das Parallel Computing. Außerdem entwarf er den ursprünglichen Befehlssatz des Emacs-Texteditors und war eine Zeit lang Maintainer des Jargon Files.
2002 wurde er in die American Academy of Arts and Sciences gewählt. Im Jahre 2007 erhielt Steele den Harry H. Goode Memorial Award.

## Werke
- Guy L. Steele Jr.: Common LISP: The Language. Digital Press, Bedford, Massachusetts 1984, ISBN 0-932376-41-X.

- Guy L. Steele Jr.: Growing a Language. In: Higher-Order and Symbolic Computation. Vol. 12, Nr. 3, 1999, ISSN 1388-3690, S. 221–236, doi:10.1023/A:1010085415024.